# Zamium bimaculatum
Zamium bimaculatum là một loài bọ cánh cứng trong họ Cerambycidae.